# Carlos Castro (journaliste)
 (octobre 2019).
Si vous disposez d'ouvrages ou d'articles de référence ou si vous connaissez des sites web de qualité traitant du thème abordé ici, merci de compléter l'article en donnant les références utiles à sa vérifiabilité et en les liant à la section « Notes et références ».
Carlos António Castro né le 5 octobre 1945 et mort le 7 janvier 2011, était une personnalité de la télévision et un journaliste portugais qui, pendant plus de 35 ans, couvrait principalement les potins sur les musiciens, les acteurs et les célébrités. Il est devenu bien connu après être passé à la télévision et avoir participé au Big Show SIC, présenté par João Baião, dans les années 1990. 
Le 7 janvier 2011, il a été retrouvé émasculé et battu à mort dans un hôtel de New York. Le principal suspect de son meurtre est son petit ami. Mannequin de 21 ans, Renato Seabra, qui avait été un concurrent d'une émission de téléréalité à la télévision portugaise À Procura do Sonho (pt) (SIC). Le 10 janvier 2011, Renato Seabra a été inculpé pour meurtre au deuxième degré par la police de la ville de New York (NYPD) après avoir avoué le meurtre de Castro. Il a été condamné à la prison à vie sans possibilité de libération conditionnelle avant 25 ans le 21 décembre 2012. 

## Vie privée
Né à Moçâmedes, en Angola, à l'époque où elle était une colonie portugaise, Castro avait, durant son enfance, un grand intérêt pour la poésie. Il a déménagé à Luanda pour devenir journaliste à l'âge de 15 ans. Au cours de sa vie, il est devenu au Portugal une «personnalité publique de la télévision» et a passé 35 ans dans les médias à relayer des potins sur des musiciens, des acteurs et des célébrités. Il a gagné en popularité grâce à sa sortie du placard et en "révélant le côté féminin de sa personnalité". En 2011, l'année de son décès, il fréquentait Renato Seabra, un mannequin de 21 ans, qui avait participé à l'émission de téléréalité portugaise À Procura do Sonho,. 

## Meurtre
Castro et Renato Seabra s'étaient rendus aux États-Unis afin de "voir des spectacles à Broadway et passer le réveillon du Nouvel An à Times Square". Un ami qui les avait accompagnés pendant le voyage, le rédacteur en chef, Luis Pires a déclaré dans une interview ultérieure: "Il y avait des frictions entre les deux hommes vers la fin du voyage, mais rien ne laissait penser que quelque chose d'horrible allait se passer ". Les deux sont allés voir une comédie musicale à Broadway et un film au cours de leur séjour. Le vendredi soir, ils étaient censés rencontrer l'ex-épouse de Pires et sa fille dans le hall de l'hôtel InterContinental, mais ne s'y sont jamais présentés ensemble. À la place, les deux femmes ont croisé Seabra qui leur a déclaré: "Carlos ne quittera plus jamais l'hôtel.",
L'ex-femme de Pires et sa fille ont immédiatement averti le personnel de l'hôtel. Rapidement, la sécurité a retrouvé le corps de Castro dans sa chambre vers 19 heures ce soir-là.  Il avait été battu avec un ordinateur portable abandonné à proximité et on a initialement cru qu'une bouteille de vin cassée était l'arme utilisée pour le castrer. Ils ont finalement découvert qu'un tire-bouchon avait été l'instrument utilisé pour effectuer la castration. Il avait également été utilisé pour arracher un des yeux de Castro. Le médecin légiste a déclaré que la mort était due à "des coups par un objet contondant sur la tête et du cou".  Il a également noté qu'il y avait des marques d'étranglement sur le corps.  La police se mit à la recherche de Seabra pour l' interroger sur le crime, car il avait déjà quitté les lieux du meurtre. Il a été identifié par une infirmière du centre hospitalier de St. Luke's-Roosevelt après y avoir été admis pour avoir tenté de s'ouvrir les veines. Il a été retrouvé après que son chauffeur de taxi a appelé la police lorsqu'il a vu la photo de Seabra dans un bulletin de police.   Mis en détention, il a été soumis à une évaluation psychiatrique au centre hospitalier Bellevue quelques heures plus tard et a été considéré comme un suspect important.
Après avoir été interrogé par le service de police de la ville de New York à l'hôpital, Renato Seabra a avoué le meurtre, affirmant qu'il avait tué Castro pour "se débarrasser de [ses]" démons homosexuels "". Les inspecteurs estiment que Seabra a tué Castro après que celui-ci "a refusé de l'emmener faire une virée de magasinage coûteuse". À la lumière de ces aveux, il a été accusé de meurtre au deuxième degré. Odília Pereirinha, la mère de Seabra et une infirmière en résidence à Cantanhede, sont arrivées à New York peu de temps après ses aveux. Elles avaient prévu l'accompagner pendant le processus judiciaire. 
Renato Seabra a été transféré le 10 janvier 2011 dans le secteur carcéral du centre hospitalier de Bellevue, tandis que son affaire a été confiée au procureur du comté de New York, Cyrus Vance, Jr. Le 21 décembre 2012, un juge de Manhattan a prononcé la sentence prison à vie sans possibilité de libération conditionnelle avant 25 ans. En janvier 2013, Seabra a reçu le numéro d' identification NYSDOCCS 13A0056 et a été emprisonné au centre de détention Clinton à Dannemora, dans l'État de New York. Pendant ce temps, les sœurs de Castro ont répandu les cendres de leur frère dans les tunnels du métro de New York sous Broadway, selon ses dernières volontés.    